# Herpyllus fidelis
Herpyllus fidelis är en spindelart som först beskrevs av O. Pickard-Cambridge 1898.  Herpyllus fidelis ingår i släktet Herpyllus och familjen plattbuksspindlar. Inga underarter finns listade i Catalogue of Life.